# Glossamia heurni
Glossamia heurni är en fiskart som först beskrevs av Weber och De Beaufort 1929.  Glossamia heurni ingår i släktet Glossamia och familjen Apogonidae. Inga underarter finns listade i Catalogue of Life.